# Fjällfotblomfluga
Fjällfotblomfluga (Platycheirus varipes) är en tvåvingeart som beskrevs av Charles Howard Curran 1923. Fjällfotblomfluga ingår i släktet fotblomflugor, och familjen blomflugor. Arten är reproducerande i Sverige. Inga underarter finns listade i Catalogue of Life.